# Markus Winkelhock
Markus Winkelhock (Stoccarda, 13 giugno 1980) è un pilota automobilistico tedesco.

## Carriera

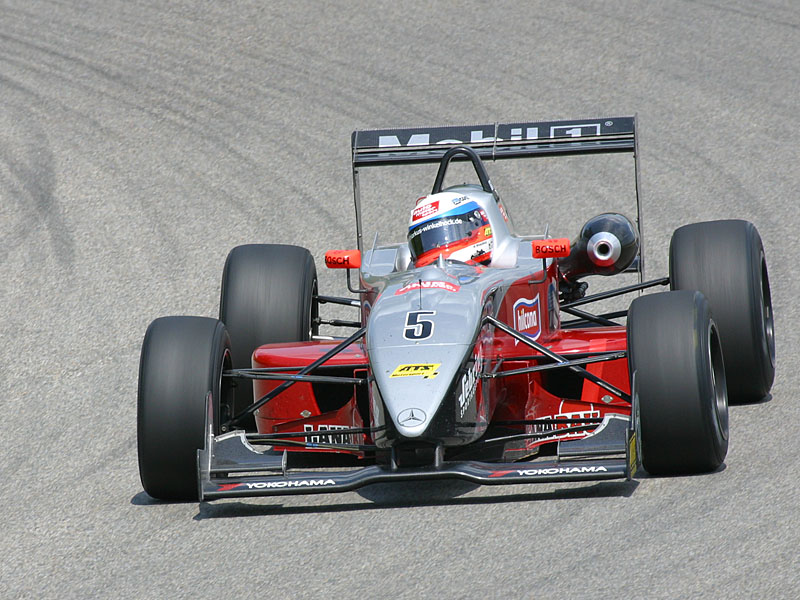
Winkelhock al volante di una Formula 3 nel 2002

Figlio del pilota Manfred Winkelhock, morto in gara quando il figlio aveva 5 anni, Markus ha esordito nella Formel König nel 1998. Nel 1999 passa in Formula Renault e poi nella Formula 3 tedesca nel 2001. Nel 2003 Approda nella Formula 3 Euroseries per poi gareggiare nel DTM e nelle World Series by Renault. Nella stagione 2006 è collaudatore per la Midland in Formula 1.
Nella stagione 2007, dopo i primi gran premi trascorsi ancora da collaudatore nella scuderia ribattezzata Spyker F1, ha sostituito il licenziato Christijan Albers durante il Gran Premio d'Europa riuscendo a condurre la gara per qualche giro, grazie all'inaspettato acquazzone che ha colpito il circuito; successivamente è stato costretto al ritiro per un cedimento tecnico. È il dodicesimo pilota nella storia del mondiale di Formula 1 a riuscire a condurre la gara durante il suo gran premio di esordio, ed è stato il primo a farlo partendo dall'ultima posizione della griglia. Inoltre, è stato il primo pilota Spyker a raggiungere la prima posizione durante un gran premio. È anche il primo pilota ad essere partito sia ultimo sia primo nel corso dello stesso gran premio, in quanto Winkelhock deteneva la prima posizione al momento dello stop, e partì dalla pole position in occasione della seconda partenza. Detiene il record di maggior numero di posizioni guadagnate nei primi 2 giri: ben 21.
Conducendo 6 giri (dal 2º al 7º) sui 13 percorsi prima del ritiro, Markus Winkelhock ha battuto un record che apparteneva a Michael Schumacher, ossia quello del miglior rapporto tra giri condotti e giri completati. Per Markus questo rapporto è del 0,4615; per Schumacher invece è del 0,3038, avendo condotto 5.111 giri sui 16.825 completati. Dopo questa parentesi, Winkelhock torna a gareggiare nel DTM.

## Risultati completi in Formula 1
| 2006 | Scuderia | Vettura |    |  |    |  |  |  |  |  |  |  |  |    |    |  |  |  |  |  |  | Punti | Pos. |
| ---- | -------- | ------- | -- |  | -- |  |  |  |  |  |  |  |  | -- | -- |  |  |  |  |  |  | ----- | ---- |
| 2006 | Midland  | M16     | TP |  | TP |  |  |  |  |  |  |  |  | TP | TP |  |  |  |  |  |  | –     |      |

| 2007 | Scuderia | Vettura |  |  |  |  |  |  |  |  |  |     |  |  |  |  |  |  |  |  |  | Punti | Pos. |
| ---- | -------- | ------- |  |  |  |  |  |  |  |  |  | --- |  |  |  |  |  |  |  |  |  | ----- | ---- |
| 2007 | Spyker   | F8-VII  |  |  |  |  |  |  |  |  |  | Rit |  |  |  |  |  |  |  |  |  | 0     |      |

| Legenda | 1º posto     | 2º posto | 3º posto    | A punti         | Senza punti/Non class.  | Grassetto – Pole position Corsivo – Giro più veloce |
| Legenda | Squalificato | Ritirato | Non partito | Non qualificato | Solo prove/Terzo pilota | Grassetto – Pole position Corsivo – Giro più veloce |